# Faith of the Heart
«Faith of the Heart» es una canción escrita por Diane Warren e interpretada por Rod Stewart para la banda sonora de la película de 1998 Patch Adams. La versión de Stewart llegó al número 3 en el ranking US Hot Adult Contemporay Tracks y al número 60 en el UK Singles Chart. El tema fue recibido con agrado por la crítica. La canción fue más tarde usada por Susan Ashton para su álbum Closer, en 1999 y lanzada como su primer sencillo en el género de música country. Aunque se confiaba en que este iba a ser un éxito, le superó en ventas su siguiente sencillo.
También fue interpretado por el tenor inglés Russell Watson con el título de "Where My Heart Will Take Me", para usarse como tema para la serie televisiva de 2001 Star Trek: Enterprise, pero tuvo muy mala acogida por parte de los fanes. Sin embargo, esta versión de la canción fue usada en cuatro ocasiones como música para despertar a los astronautas de la lanzadera espacial y también fue interpretada por Watson en los Juegos de la Commonwealth de 2002. También grabó una versión especial de la canción para ser reproducida en la activación final de la sonda espacial New Horizons, el 6 de diciembre de 2014

## Desarrollo y lanzamiento
"Faith of the Heart" apareció en la banda sonora de la película de 1998 Patch Adams. El disco fue comercializado por Universal Records y producido por Guy Roche. La cara B del álbum incluía el tema principal de la película. La canción se estrenó menos de un mes después que Roche se separase de su esposa, Rachel Hunter.

## Recepción
La canción tuvo mucho éxito en los Estados Unidos, según la lista de éxitos Adult Contemporary. A finales de 1999 estaba en el vigésimo puesto de dicha lista.
William Ruhlmann en el sitio web Allmusic describió a "Fe del Corazón" como una power ballad "estándar para su género". Chuck Taylor, reseñó la canción para Billboard y afirmó que era "una de las interpretaciones de Stewart más disfrutables del último par de años", y añadió que creía que la canción podría ser perfectamente interpretada por Celine Dion o LeAnn Rimes.

## Versión de Susan Ashton
Susan Ashton era conocida por ser cantante de música cristiana contemporánea, pero decidió cambiar al género del country tras firmar un contrato con Columbia Records. Así, grabó su álbum "Closer", que incluía una versión del tema de Rod Stewart "Faith of the Heart". Fue el primer sencillo del álbum en darse a conocer, pero no tuvo tanto éxito como el siguiente: "You're Lucky I Love You". Ashton barajó entre 800 y 1000 canciones para este primer álbum, de las cuales terminó optando por diez, que son las que se incluyeron.

### Recepción
Tim Anderson, escribiendo para su columna "Country Beat" en el Yakima Herald-Republic describió la versión de Ashton de "Faith Of The Heart" como "un ganador definitivo" pero al que hace falta "escucharlo un par de veces para engancharse". La comercialización del sencillo por parte de Ashton hizo profetizar a Brian Mansfiedl, de USA Today, que sería el primero de muchos éxitos en la carrera en el country de Ashton, que previó como más exitosa que su incursión en la música cristiana .

## Versión de Rusell Watson
"Where My Heart Will Take Me" es una reelaboración de "Faith Of The Heart", interpretada por el tenor inglés Russell Watson como tema principal de la serie televisiva Star Trek: Enterprise. También se utilizó en cuatro ocasiones como llamada matutina para los astronautas de la lanzadera espacial y fue interpretada por Watson en los Juegos de la Commonwealth de 2002. Fue muy mal recibida por la comunidad de fanes de Star Trek, que llegaron a recoger firmas para pedir que se retirase como tema principal de la serie de televisión.

### Desarrollo y lanzamiento
Ha sido la única ocasión en la que una canción vocal se ha utilizado como tema principal de una serie de Star Trek. Watson fue contactado por los productores de Enterprise y por la compositora de la canción, Diane Warren. Watson es fan de Star Trek y, dado que ya había trabajado con Warren en su segundo álbum, aceptó la propuesta. La canción aparece en el álbum de la banda sonora de Enterprise y en el disco de Watson Encore, lanzado en 2002 . Se hicieron nuevas grabaciones de la canción para la tercera y cuarta temporadas de Enterprise.
La canción ha sido utilizada en cuatro ocasiones como la música seleccionada para llamada-despertador para los astronautas en misiones espaciales. La primera, el 16 de junio de 2002, para la tripulación del transbordador espacial Endeavour durante la misión STS-111 a la Estación Espacial Internacional. Fue utilizada de nuevo el 2 de agosto de 2005, para la misión STS-114, la primera misión del programa de lanzaderas tras el fatal accidente del transbordador espacial Columbia. Se radió a los siete tripulantes del transbordador espacial Discovery, como una pequeña sorpresa preparada por el gerente adjunto al programa de transbordadores, Wayne Hale. El astronauta de la NASA Richard Mastracchio seleccionó "Where My Heart Will Take Me" para ser retransmitida el 9 de agosto de 2007 a bordo de la  Endeavour, durante la misión STS-118. La última reproducción en una lanzadera espacial fue el 23 de mayo de 2009, durante la misión STS-125, la última misión de mantenimiento de los transbordadores espaciales al telescopio espacial Hubble. En esta ocasión estaba dedicada a la tripulación del transbordador espacial Atlantis. Fue la tercera ocasión consecutiva en la que se utilizó un tema de ciencia ficción para despertar a los astronautas, habiendo seleccionado en los días previos "Cantina Band" (compuesta por John Williams para La Guerra de las Galaxias) y el tema compuesto por Alexander Courage para Star Trek.

### Acogida

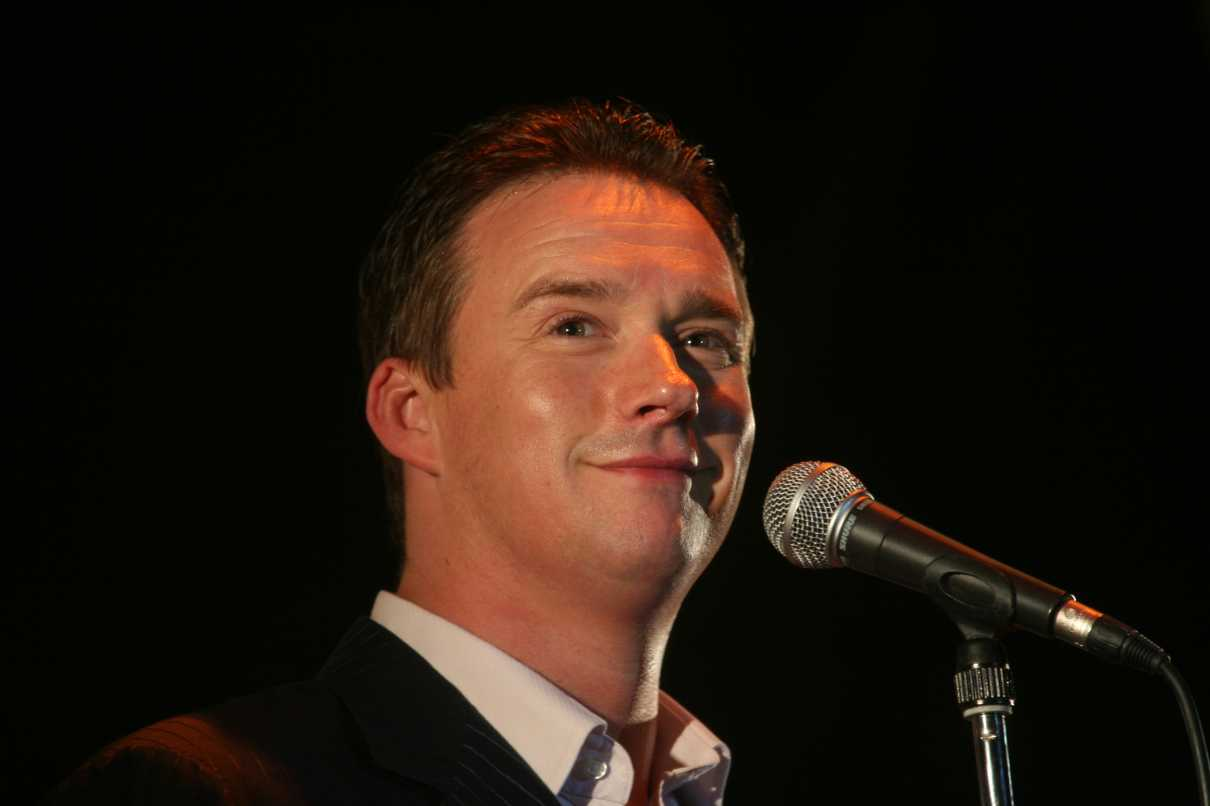
El cantante Russell Watson afirmó que los seguidores de Enterprise se terminarían acostumbrando a la canción como tema principal de la serie

Tras el estreno del episodio piloto de Star Trek: Enterprise, "Broken Bow" y el consiguiente debut de la canción como tema de la cabecera, la respuesta de los fanes de Star Trek fue predominantemente negativa. Hasta tal punto, que se organizaron recogidas de firmas en línea y se convocó una manifestación de protesta a las puertas de los Estudios Paramount. Una de las peticiones en línea declaraba que "queremos expresar nuestro absoluto rechazo a la canción usada como cabecera de la nueva serie Enterprise, dado que no es digna ni de ser rascada de la suela de una bota klingon." El actor británico Simon Pegg, que interpretó a Jefe de Ingeniería Montgomery Scott en Star Trek (2009) y Star Trek: En la Oscuridad, afirmó que nunca había llegado a ver Enterprise debido a la canción, que describió como "aborrecible rock blandito" y "probablemente el momento más espantoso de la historia de Star Trek" . La canción se menciona en la reseña de DVD Talk al pack de la primera temporada de Enterprise, en la que es calificada como "sensiblera" y de la que el crítico escribe que "nunca pareció apropiada y sólo sirve para devaluar emocionalmente las imágenes de la cabecera"
El productor ejecutivo de Enterprise, Rick Berman, alabó la canción, declarando que "transmite ánimos y esperanza. Y me gusta. He conocido a un montón de gente a la que le gusta y también he oído un montón de bromas acerca de la gente a la que no" El cocreador de Enterprise, Brannon Braga también defendió la canción, diciendo acerca de las protestas: "hay gente a la que le encanta la canción y otros que creen que es una horterada. Nos trajeron 1.000 firmas para retirarla, pero hay un montón de gente que la encuentra muy inspiradora". Watson te se pronunció acerca de las protestas: "cuando llega algo nuevo la gente no se siente muy segura acerca de ello, pero creo que se acostumbrarán. Para cuando estén viendo el vigésimo episodio ya estarán pensando que no es tan mala, después de todo"

### Interpretaciones en directo
Russell Watson cantó junto a un coro "Where My Heart Will Take Me" en la ceremonia inaugural de los Juegos de la Commonwealth de 2002. Ese mismo coro la volvería a interpretar en la ceremonia que se celebró para conmemorar la jubilación del obispo Christopher Mayfield de su cargo de Obispo de Mánchester.

## Listas de éxitos

### Versión de Rod Stewart
| Lista (1999)                            | Mejor puesto |
| --------------------------------------- | ------------ |
| Canadá (RPM Top Singles)                | 27           |
| Canadá (RPM Adult Contemporary)         | 4            |
| Estados Unidos (Bubbling Under Hot 100) | 17           |
| Estados Unidos (Adult Contemporary)     | 3            |
| Países Bajos (Mega Single Top 100)      | 99           |
| Reino Unido (UK Singles Chart)          | 60           |

### Versión de Susan Ashton
| Lista (1999)                       | Mejor puesto |
| ---------------------------------- | ------------ |
| Canadá (RPM Country Tracks)        | 71           |
| Estados Unidos (Hot Country Songs) | 51           |